# Macaranga sumatrana
Macaranga sumatrana är en törelväxtart som beskrevs av Johannes Müller Argoviensis. Macaranga sumatrana ingår i släktet Macaranga och familjen törelväxter. Inga underarter finns listade i Catalogue of Life.